# Der Greifer (1976)
Der Greifer (Originaltitel L’Alpagueur) ist ein französischer Actionfilm von Philippe Labro mit Jean-Paul Belmondo in der Hauptrolle. Die Uraufführung fand am 7. März 1976 statt, seine Premiere in der Bundesrepublik Deutschland feierte der Film am 2. April 1976.

## Handlung
Der Greifer, dessen wahren Namen man nicht erfährt, ist ein ehemaliger Großwildjäger, der von der Polizei als Spezialist zur Lösung prekärer Fälle mit nicht ganz legalen Methoden eingesetzt wird. Zu diesem Zweck wird er von einer nicht näher benannten Geheimorganisation auf heikle Fälle angesetzt, mit falschen Identitäten ausgestattet und aus einer schwarzen Kasse, u. a. den illegalen Einkünften seiner Aktionen, bezahlt.
Nachdem der Greifer eine Drogenübergabe in Rotterdam gesprengt und dabei einen Koffer mit Drogengeld erbeutet hat, bekommt er den Auftrag, als Geschäftsmann Roger Pilard getarnt einen korrupten Polizeichef zur Strecke zu bringen, der an der französischen Mittelmeerküste einen Prostituiertenring betreibt. Inzwischen wird in einem zweiten Handlungsstrang der Gegenspieler des Greifers, genannt „Die Bestie“, eingeführt. Dieser in der Öffentlichkeit mittlerweile gefürchtete kriminelle Serientäter fällt dadurch auf, dass er Raubüberfälle auf Banken und Juweliere mit äußerster Brutalität ausführt. Als Komplizen spricht er junge Männer aus dem kleinkriminellen Milieu an, die er mit Geld oder anderen „Belohnungen“ wie etwa einem Motorrad für seine Zwecke gewinnt.
Nach gelungenem Coup tötet die Bestie dabei regelmäßig sowohl den Komplizen wie auch die Überfallenen und eventuelle weitere Zeugen, weshalb über seine Person nichts bekannt ist und die Polizei in ihren Ermittlungen nicht weiterkommt. So überzeugt die Bestie auch den jungen Costa Valdez, gemeinsam ein Juweliergeschäft zu überfallen. Die Bestie erschießt dessen Besitzer und zwei herbeigeeilte Polizisten. Er schießt auch auf seinen Mittäter Costa Valdez, der zwar schwer in die Schulter getroffen wird und zusammenbricht, aber zum ersten Mal gibt es nun einen Zeugen. Die Bestie glaubt, auch ihn erschossen zu haben, muss aber vor der anrückenden Polizei fliehen ohne sich noch einmal zu vergewissern. Valdez wird verhaftet, schweigt aber zu allem.
Der Greifer wird als vermeintlicher kanadischer Schmuggler Johnny Lafont in das Gefängnis geschleust, in dem Valdez einsitzt, und zu diesem in die Zelle gesperrt. Er soll diesen über die Bestie aushorchen, und da er Valdez imponiert, fängt dieser an zu plaudern und vertraut sich dem Greifer an. Er will Rache nehmen und die Bestie zusammen mit dem Greifer zur Strecke bringen. Im Gefängnis gibt es korrupte Wärter und eine Ausbruchsorganisation, mit deren Hilfe Valdez und der Greifer entkommen. Der Kontaktmann und quasi Auftraggeber des Greifers, Doumeq, hat aber nichtsahnend die Flucht der beiden mit Geldscheinen aus den Drogengeldern des Rotterdam-Coups bezahlt, die der Bandenchef Spitzer gekennzeichnet hatte und wiedererkennt. Spitzer steckt auch hinter der Rotterdamer Drogenbande und ist ebenso der Gewährsmann für die Ausbruchsorganisation. Er gibt daraufhin seinen Leuten den Befehl, statt den Ausbrechern beim Untertauchen zu helfen, diese zu liquidieren. Als der Greifer mit Valdez im Schlepptau Spitzers Versteck ausfindig macht, kommt es zu einer wilden Schießerei und Valdez flieht im Glauben, der Greifer sei tot, mit Doumeqs Wagen. Er hat die Bestie wiedererkannt, die ihn früher einmal als homosexuelle Bekanntschaft mit nach Hause genommen hatte, und will sie nun auf eigene Faust in ihrem Haus aufsuchen und töten.
Am Haus der Bestie angekommen, ist diese nicht da, und Valdez beschließt, nach der Beute der Überfälle zu suchen. Die Bestie, die als Steward bei einer Fluggesellschaft arbeitet, überrascht Valdez im Keller des Hauses, als dieser gerade die Beute zählt, erschießt ihn und verlässt den Ort des Geschehens. Als der Greifer dort eintrifft, findet er Valdez tot vor, kann aber, wie erst in der Schlusssequenz des Filmes erkennbar wird, die Identität der Bestie offenlegen und ihr folgen. Er tritt eine Reise in der ersten Klasse an Bord eines Linienfluges an. Die Bestie arbeitet dort als Steward und stellt sich mit dem Namen Gilbert vor. Als Gilbert erkennt, dass er enttarnt ist, kommt es zum Kampf, bei dem der Greifer der Bestie eine zerbrochene Flasche in den Bauch rammt. Diese bricht schwer getroffen zusammen.
Im Abspann kommt ein Zitat von Oscar Wilde: „Niemand ist reich genug, um seine eigene Vergangenheit zu tilgen“.

## Kritiken
„In der Charakterzeichnung sehr oberflächlicher, reißerischer Kriminalfilm mit unnötigen Härten.“

„Düsterer Thriller um einen geheimnisvollen Einzelgänger, der nur seiner eigenen Moral verpflichtet ist.“

„Belmondo ist die Ideal-Besetzung als einsamer, unnahbarer Einzelkämpfer mit kalter Leidenschaft. [...] Philippe Labro drehte diesen harten Action-Reißer, der nicht mit den zwei gleichnamigen Hans Albers-Filmen zu verwechseln ist.“

## Stil
Der Greifer ist ein typischer, sehr stark auf seinen Protagonisten Belmondo zugeschnittener französischer Actionfilm der 1970er Jahre. Sein Gegenspieler ist allerdings eine fast vergleichbar starke Figur, die im Schwarz-Weiß-Schema den Antagonisten des „Helden“ darstellt, der sich trotz illegaler Methoden für die gute Sache einsetzt. Obwohl die Actionszenen, als auch die Überfälle der Bestie, oder der Gefängnisausbruch mit nur mäßigem Materialaufwand auskommen, und obwohl der Showdown am Ende eigentlich von vornherein absehbar ist, wird eine fast durchgehend hohe Spannung erzeugt, die sich in der Schlussszene erst entlädt, in der zum einzigen Mal „Gut“ und „Böse“ für nur wenige Sekunden aufeinandertreffen. Untermalt wird das ganze durch eine spannungsgeladene Musik von Michel Colombier, der sowohl dem Greifer als auch der Bestie, die, jeder auf seine Weise, eiskalt agieren, jeweils ein eigenes musikalisches Thema zuordnet, welche beim Wechsel zwischen den Handlungssträngen changieren. Kritisiert wurde die teilweise starke Brutalität des Films, die teilweise zu umfangreich ausfallenden Nebenhandlungen wie auch der verhältnismäßig knapp ausfallende Schluss, bei dem zudem der Greifer zwar gewinnt, aber unklar bleibt, ob die Bestie getötet wurde oder nicht.

## Weiteres
Szenen des Films wurden u. a. auf dem Casinoschiff Lydia gedreht.